# 동족포식 (창작물)
동족포식(Cannibalization)은 소설에서 특히 영화 각본을 각색할 때 다른 작품의 구성, 인물, 테마, 사고등을 조금 변형하여 차용하는 방식을 일컫는 말이다. 레이먼드 챈들러는 필립 말로 라는 인물을 그의 연작에서 계속 사용하였다. 즉, 작품을 연이어 낼 때 전편의 주인공을 계속 등장시키는 것이다.

## 같이 보기
- 표절